# Wyższa Szkoła Informatyki i Zarządzania w Bielsku-Białej
Wyższa Szkoła Informatyki i Zarządzania – uczelnia niepubliczna założona w 1992 roku. Uczelnia prowadzi trwające 7 semestrów studia zaoczne na kierunku Informatyka. Absolwenci otrzymują tytuł zawodowy inżyniera ze specjalnością Systemy Informatyczne.

## Baza uczelni
Wyższa Szkoła Informatyki i Zarządzania posiada własny budynek przy ul. Legionów 81 w Bielsku-Białej w którym znajduje się:
- biblioteka
- aula
- sale wykładowe i ćwiczeniowe
- hotel asystencki
- bufet
- sala rekreacji dla studentów i pracowników.

## Organizacja WSIZ
Wyższa Szkoła Informatyki i Zarządzania jest uczelnią jednowydziałową. Wydział Informatyki i Zarządzania składa się z następujących katedr:
- Podstaw Informatyki i Sieci Komputerowych
- Systemów Telekomunikacyjnych
- Baz Danych i Sztucznej Inteligencji
- Multimediów i Systemów Internetowych
- Zakład Lingwistyki Komputerowej
- Internetowych Systemów Zarządzania
- Komputerowych Systemów Projektowania
- Informatyki Medycznej

Katedry mają profil naukowo - dydaktyczny, wydają podręczniki akademickie i skrypty dla studentów. Działalność naukowo-badawcza prowadzona jest przez międzynarodową jednostkę Academy of Management and Computer Science.

## Władze uczelni
- Rektor: prof. dr inż., dr n.f. Piotr Marecki
- Kanclerz: prof. dr hab. inż., dr n.e. Franciszek Marecki
- Prorektor ds. edukacji: prof. nadzw., dr inż. Robert Bucki
- Dziekan: prof. nadzw., dr n.t. Monika Marecka
- Pełnomocnik Rektora ds. Staży i Praktyk studenckich: prof. nadzw., dr n.f. Przemysław Stokłosa

## Kadra nauczycieli akademickich

### Profesorowie zwyczajni
- prof. dr inż. Zbigniew Frąckiewicz
- prof. dr hab.inż. Elżbieta Marecka

### Wykładowcy i asystenci
- mgr Stanisław Gajda, w.
- mgr inż. Dariusz Wylon
- mgr Agata Byszkiewicz

### Profesorowie nadzwyczajni
- dr n.f. Ewa Kalinowska
- dr n.t. Monika Marecka
- dr inż. Robert Bucki
- dr hab. inż. Krystian Kalinowski
- dr hab. inż. Janusz Marecki
- dr n.t. dr n.f. Piotr Marecki
- dr n.f. Przemysław Stokłosa

- dr inż. Aleksander Simon

### Lektorzy
- mgr Matylda Słomka